# Primera División 2018 (vrouwenvoetbal Uruguay)
Het seizoen 2018 van de Primera División was het 22e seizoen van de hoogste Uruguayaanse vrouwenvoetbalcompetitie. De competitie liep van 4 maart tot 16 december 2018. Regerend kampioen CA Peñarol slaagde erin hun titel te verlengen.

## Teams
Er namen tien ploegen deel aan de Primera División tijdens het seizoen 2018. Zes ploegen wisten zich vorig seizoen te handhaven en vier ploegen promoveerden vanuit de Segunda División. In eerste instantie zouden er twee ploegen promoveren; Liverpool FC (kampioen) en FC San Jacinto–CA Rentistas (nummer twee). Later werden ook CS Miramar Misiones en CA Juventud aan de competitie toegevoegd. Zij kwamen in plaats van het gedegradeerde Montevideo Wanderers FC. De competitie werd dus vergroot van zeven naar tien ploegen.
| Club                        | Stad        | Vorig seizoen |
| --------------------------- | ----------- | ------------- |
| CSD SAC Canelones           | Las Piedras | 5e            |
| Colón FC                    | Montevideo  | 2e            |
| CA Juventud                 | Las Piedras | 6e (2ª)       |
| CD Línea D Cutcsa           | Montevideo  | 6e            |
| Liverpool FC                | Montevideo  | 1e (2ª)       |
| CS Miramar Misiones         | Montevideo  | 5e (2ª)       |
| Club Nacional de Football   | Montevideo  | 4e            |
| CA Peñarol                  | Montevideo  | 1e            |
| CA River Plate              | Montevideo  | 3e            |
| FC San Jacinto–CA Rentistas | Montevideo  | 2e (2ª)       |

## Competitie-opzet
De competitie bestond uit twee delen: de Apertura en de Clausura. In de Apertura en de Clausura speelden alle ploegen eenmaal tegen elkaar. De winnaars van de Apertura en de Clausura kwalificeerden zich voor de halve finales van het Campeonato. De winnaar van het totaalklassement (waarin alle wedstrijden werden meegeteld) plaatste zich voor de finale van het Campeonato. De winnaar van die finale werd landskampioen, de verliezer werd tweede. Alle overige clubs werden gerangschikt op basis van het totaalklassement. Indien een ploeg zowel de Apertura als de Clausura won, waren ze automatisch landskampioen.

### Kwalificatie voor internationale toernooien
Het seizoen 2018 gold als kwalificatie voor de Zuid-Amerikaanse Copa Libertadores Femenina van 2019. De landkampioen mocht meedoen aan dat toernooi, dat in oktober 2019 in Quito (Ecuador) werd gespeeld.

## Apertura
Het Torneo Apertura vormde de eerste helft van het seizoen en werd gespeeld van 4 maart tot 24 juni. Alle ploegen speelden eenmaal tegen elkaar. De ploeg met de meeste punten werd winnaar van de Apertura en plaatste zich voor de halve finale van het Campeonato. Tussen 25 maart en 19 april werd het toernooi onderbroken vanwege de Copa América Femenina.
CA Peñarol en Colón FC - de twee beste ploegen van vorig seizoen - begonnen elk met drie overwinningen aan de competitie. Op 22 april won Peñarol met 2–1 van Colón, waardoor ze als enige ploeg nog de volle buit hadden na vier duels. Na nog twee zeges verloren de Aurinegras echter op 27 mei met 1–0 van Club Nacional de Football. Hierdoor kwam Nacional op gelijke hoogte met Peñarol. Ook Colón, dat verder niet meer had verloren, slaagde erin om Peñarol bij de halen. In de een-na-laatste wedstrijd behaalden Colón, Nacional en Peñarol alle drie een ruime overwinning, waardoor ze gedeeld aan de leiding bleven.
Op 17 juni werd de laatste speelronde gespeeld. Bij een gelijke stand zou er nog een beslissingswedstrijd volgen, maar indien alle drie de ploegen zouden winnen, dan plaatsten slechts de twee met het beste doelsaldo zich voor die beslissingswedstrijd. Uiteindelijk liet geen van de drie ploegen een steek vallen. Colón en Peñarol hadden van tevoren het beste doelsaldo, maar omdat Nacional met 14–0 wist te winnen van CSD SAC Canelones haalden ze Peñarol nog in. Colón en Nacional kwalificeerden zich zo voor de beslissingswedstrijd, terwijl Peñarol derde werd. Liverpool FC behaalde de vierde plaats; zij hadden vijf van de overige zes wedstrijden gewonnen. Promovendus CA Juventud eindigde met acht nederlagen als laatste.
De beslissingswedstrijd werd een week later in het Estadio Parque Abraham Paladino gespeeld. Colón won met het kleinste verschil dankzij een doelpunt van Jennifer Clara. In de slotfase miste Clara nog een strafschop, maar ondanks dat kroonde El Verde zich tot winnaar van de Apertura en kwalificeerde zich zo voor de halve finale van het Campeonato.

### Eindstand Apertura
|     | Club                        | Sp. | W | G | V | Pnt. | DV | DT | DS  |
| --- | --------------------------- | --- | - | - | - | ---- | -- | -- | --- |
| 1.  | Colón FC                    | 9   | 8 | 0 | 1 | 24   | 47 | 3  | +44 |
| 2.  | Club Nacional de Football   | 9   | 8 | 0 | 1 | 24   | 47 | 4  | +43 |
| 3.  | CA Peñarol                  | 9   | 8 | 0 | 1 | 24   | 44 | 6  | +38 |
| 4.  | Liverpool FC                | 9   | 5 | 0 | 4 | 15   | 22 | 17 | +5  |
| 5.  | FC San Jacinto–CA Rentistas | 9   | 4 | 2 | 3 | 14   | 15 | 17 | –2  |
| 6.  | CD Línea D Cutcsa           | 9   | 3 | 0 | 6 | 9    | 12 | 28 | –16 |
| 7.  | CA River Plate              | 9   | 2 | 2 | 5 | 8    | 9  | 22 | –13 |
| 8.  | CS Miramar Misiones         | 9   | 2 | 1 | 6 | 7    | 10 | 30 | –20 |
| 9.  | CSD SAC Canelones           | 9   | 0 | 4 | 5 | 4    | 5  | 37 | –32 |
| 10. | CA Juventud                 | 9   | 0 | 1 | 8 | 1    | 5  | 52 | –47 |

### Legenda
| Kleur | Kwalificatie voor             |
| ----- | ----------------------------- |
|       | Beslissingswedstrijd Apertura |

#### Beslissingswedstrijd
|                                |           |                    |                           |                                                                                   |
| 24 juni 2018 10:00 uur (UTC−3) | Colón FC  | 1 – 0              | Club Nacional de Football | Estadio Parque Abraham Paladino, Montevideo Scheidsrechter: Silvia Ríos (Uruguay) |
| 24 juni 2018 10:00 uur (UTC−3) | Clara 78' | Verslag (Conmebol) |                           | Estadio Parque Abraham Paladino, Montevideo Scheidsrechter: Silvia Ríos (Uruguay) |

## Clausura
Het Torneo Clausura vormde de tweede helft van het seizoen en werd gespeeld van 12 augustus tot 21 oktober. Alle ploegen speelden eenmaal tegen elkaar. De ploeg met de meeste punten werd winnaar van de Clausura en plaatste zich voor de halve finale van het Campeonato.
CS Miramar Misiones speelde in de eerste wedstrijd verrassend met 0–0 gelijk tegen Club Nacional de Football. De daaropvolgende wedstrijd wonnen ze met 3–2 van Colón FC, waarvan ze de vorige vier keer hadden verloren. Hierdoor bleef CA Peñarol als enige van de drie titelfavorieten ongeslagen. Die status behielden ze totdat ze twee weken later de punten deelden met Colón (1–1). Nacional kwam hierdoor weer gelijk met Peñarol. FC San Jacinto–CA Rentistas stond op dat moment derde, maar had nog niet tegen Nacional of Peñarol gespeeld.
San Jacinto–Rentistas haakte af na nederlagen tegen Liverpool FC en Peñarol. De top-drie van de Apertura bleef wel winnen en na zes wedstrijden stond Colón op de derde plek met drie punten achterstand op co-leiders Nacional en Peñarol. Op 21 oktober viel een voorlopige beslissing, toen Peñarol door een strafschop van Lourdes Viana met 1–0 van Nacional won. Hierdoor hadden ze op de laatste speeldag genoeg aan een gelijkspel om zowel de Clausura als het totaalklassement te winnen. Middels een 4–0 overwinning op CD Línea D Cutcsa slaagden ze hier ruimschoots in.
Nacional en Colón eindigden met drie punten minder dan Peñarol op de gedeelde tweede plaats in de Clausura en het totaalklassement. San Jacinto–Rentistas werd vierde in de Clausura. De rode lantaarn in de Clausura was voor Miramar Misiones, dat na de remise tegen Nacional alleen nog maar had verloren. CA Juventud behaalde in de tweede seizoenshelft wel nog twee overwinningen, maar dat was onvoldoende voor handhaving: samen met Miramar Misiones degradeerden ze na een seizoen weer naar het tweede niveau.

### Eindstand Clausura
|     | Club                        | Sp. | W | G | V | Pnt. | DV | DT | DS  |
| --- | --------------------------- | --- | - | - | - | ---- | -- | -- | --- |
| 1.  | CA Peñarol                  | 9   | 8 | 1 | 0 | 25   | 46 | 1  | +45 |
| 2.  | Club Nacional de Football   | 9   | 7 | 1 | 1 | 22   | 40 | 6  | +34 |
| 3.  | Colón FC                    | 9   | 7 | 1 | 1 | 22   | 38 | 4  | +34 |
| 4.  | FC San Jacinto–CA Rentistas | 9   | 4 | 1 | 4 | 13   | 15 | 15 | 0   |
| 5.  | Liverpool FC                | 9   | 4 | 0 | 5 | 12   | 15 | 22 | –7  |
| 6.  | CA River Plate              | 9   | 3 | 1 | 5 | 10   | 9  | 22 | –13 |
| 7.  | CSD SAC Canelones           | 9   | 3 | 1 | 5 | 10   | 9  | 44 | –35 |
| 8.  | CD Línea D Cutcsa           | 9   | 3 | 0 | 6 | 9    | 17 | 20 | –3  |
| 9.  | CA Juventud                 | 9   | 2 | 1 | 6 | 7    | 10 | 30 | –20 |
| 10. | CS Miramar Misiones         | 9   | 0 | 1 | 8 | 1    | 0  | 35 | –35 |

### Legenda
| Kleur | Kwalificatie voor       |
| ----- | ----------------------- |
|       | Halve finale Campeonato |

## Totaalstand
De ploeg met de meeste punten in de totaalstand - de optelling van de Apertura en de Clausura - plaatste zich voor de finale van het Campeonato. Indien er twee ploegen gelijk eindigden met de meeste punten, dan zouden ze beslissingswedstrijden spelen.
CA Peñarol verzekerde zich op de laatste speeldag van de eerste plaats in het totaalklassement. Aangezien ze de Clausura wonnen met een verschil in punten, verzekerden ze zich automatisch ook van het totaalklassement, omdat ze in de Apertura in punten gelijk waren geëindigd met mede-titelfavorieten Colón FC en Club Nacional de Football.

### Totaalstand
|     | Club                        | Sp. | W  | G | V  | Pnt. | DV | DT | DS  |
| --- | --------------------------- | --- | -- | - | -- | ---- | -- | -- | --- |
| 1.  | CA Peñarol                  | 18  | 16 | 1 | 1  | 49   | 90 | 7  | +83 |
| 2.  | Colón FC                    | 18  | 15 | 1 | 2  | 46   | 85 | 7  | +78 |
| 3.  | Club Nacional de Football   | 18  | 15 | 1 | 2  | 46   | 87 | 10 | +77 |
| 4.  | Liverpool FC                | 18  | 9  | 0 | 9  | 27   | 37 | 39 | –2  |
| 5.  | FC San Jacinto–CA Rentistas | 18  | 8  | 3 | 7  | 27   | 30 | 32 | –2  |
| 6.  | CD Línea D Cutcsa           | 18  | 6  | 0 | 12 | 18   | 29 | 48 | –19 |
| 7.  | CA River Plate              | 18  | 5  | 3 | 10 | 18   | 18 | 44 | –26 |
| 8.  | CSD SAC Canelones           | 18  | 3  | 5 | 10 | 14   | 14 | 81 | –67 |
| 9.  | CS Miramar Misiones         | 18  | 2  | 2 | 14 | 8    | 10 | 65 | –55 |
| 10. | CA Juventud                 | 18  | 2  | 2 | 14 | 8    | 15 | 82 | –67 |

### Legenda
| Kleur | Kwalificatie voor |
| ----- | ----------------- |
|       | Finale Campeonato |

#### Topscorers
Juliana Castro van Club Nacional de Football werd voor de vierde keer topscorer van de competitie. Ze scoorde in totaal 37 maal, een doelpunt meer dan Jennifer Clara.
| №  | Speelster         | Club(s)                   | Goals |
| -- | ----------------- | ------------------------- | ----- |
| 1. | Juliana Castro    | Club Nacional de Football | 37    |
| 2. | Jennifer Clara    | Colón FC                  | 36    |
| 3. | Lourdes Viana     | CA Peñarol                | 25    |
| 4. | Florencia Garrido | Liverpool FC              | 22    |
| 5. | Adriana Castillo  | Club Nacional de Football | 16    |

## Campeonato Uruguayo
Het Campeonato Uruguayo bepaalde de winnaar van de Primera División 2018. De winnaars van de Apertura (Colón FC) en de Clausura (CA Peñarol) zouden in de halve finale één wedstrijd spelen en de winnaar daarvan zou zich kwalificeren voor de finale, waarin ze een thuis- en uitduel zouden spelen tegen de nummer één van de totaalstand (CA Peñarol). De finalisten zouden worden aangemerkt als kampioen en vice-kampioen, de overige posities in de eindstand zouden worden bepaald op basis van de totaalstand.
Omdat Peñarol zich tweemaal had gekwalificeerd, als winnaar van de Claurua en als nummer één van de totaalstand, betekende dit dat zij aan een zege in de halve finale genoeg hadden om kampioen te worden. Zou Colón de halve finale winnen, dan zouden zij het in de finale nogmaals opnemen tegen Peñarol.

### Wedstrijdschema
|  | Halve finale | Halve finale |  |  | Finale  | Finale | Finale | Finale |
|  |              |              |  |  |         |        |        |        |
|  |              |              |  |  |         |        |        |        |
|  | Colón        | 4            |  |  |         |        |        |        |
|  | Peñarol      | 1            |  |  |         |        |        |        |
|  |              |              |  |  |         |        |        |        |
|  |              |              |  |  | Colón   | 0      | 2      | 2      |
|  |              |              |  |  | Peñarol | 1      | 2      | 3      |
|  |              |              |  |  |         |        |        |        |

### Halve finale
|                                   |                                        |               |            |                                                                   |
| 9 december 2018 11:00 uur (UTC−3) | Colón FC                               | 4 – 1         | CA Peñarol | Estadio Charrúa, Montevideo Scheidsrechter: Silvia Ríos (Uruguay) |
| 9 december 2018 11:00 uur (UTC−3) | Aquino 45', 53', 90+2' L. González 69' | Verslag (AUF) | 29' Suárez | Estadio Charrúa, Montevideo Scheidsrechter: Silvia Ríos (Uruguay) |

Colón FC wint met 4–1 en kwalificeert zich voor de finale.

### Finale
|                                    |          |               |            |                                                                                        |
| 12 december 2018 19:30 uur (UTC−3) | Colón FC | 0 – 1         | CA Peñarol | Estadio Parque Alfredo Víctor Viera, Montevideo Scheidsrechter: Nadia Fuques (Uruguay) |
| 12 december 2018 19:30 uur (UTC−3) |          | Verslag (AUF) | 49' Rolfo  | Estadio Parque Alfredo Víctor Viera, Montevideo Scheidsrechter: Nadia Fuques (Uruguay) |

|                                    |                  |               |                            |                                                                                   |
| 16 december 2018 10:30 uur (UTC−3) | CA Peñarol       | 2 – 2         | Colón FC                   | Estadio Complejo Rentistas, Montevideo Scheidsrechter: Fernando Ledesma (Uruguay) |
| 16 december 2018 10:30 uur (UTC−3) | Dufau 10', 45+1' | Verslag (AUF) | 57' Lima 90+1' L. González | Estadio Complejo Rentistas, Montevideo Scheidsrechter: Fernando Ledesma (Uruguay) |

CA Peñarol wint met 3–2 over twee wedstrijden en is kampioen van Uruguay.
| Winnaar Primera División 2018 |
| ----------------------------- |
| CA Peñarol 2e titel           |

## Ranglijst
Als landskampioen kwalificeerde CA Peñarol zich voor de Copa Libertadores Femenina 2019 in Quito (Ecuador). Hekkensluiters CS Miramar Misiones en CA Juventud degradeerden naar de Segunda División.

### Eindstand
|     | Club                        | Sp. | W  | G | V  | Pnt. | DV | DT | DS  |
| --- | --------------------------- | --- | -- | - | -- | ---- | -- | -- | --- |
| 01. | CA Peñarol                  | 18  | 16 | 1 | 1  | 49   | 90 | 7  | +83 |
| 2.  | Colón FC                    | 18  | 15 | 1 | 2  | 46   | 85 | 7  | +78 |
| 3.  | Club Nacional de Football   | 18  | 15 | 1 | 2  | 46   | 87 | 10 | +77 |
| 4.  | Liverpool FC                | 18  | 9  | 0 | 9  | 27   | 37 | 39 | –2  |
| 5.  | FC San Jacinto–CA Rentistas | 18  | 8  | 3 | 7  | 27   | 30 | 32 | –2  |
| 6.  | CD Línea D Cutcsa           | 18  | 6  | 0 | 12 | 18   | 29 | 48 | –19 |
| 7.  | CA River Plate              | 18  | 5  | 3 | 10 | 18   | 18 | 44 | –26 |
| 8.  | CSD SAC Canelones           | 18  | 3  | 5 | 10 | 14   | 14 | 81 | –67 |
| 9.  | CS Miramar Misiones         | 18  | 2  | 2 | 14 | 8    | 10 | 65 | –55 |
| 10. | CA Juventud                 | 18  | 2  | 2 | 14 | 8    | 15 | 82 | –67 |

### Legenda
| Kleur | Kwalificatie voor               |
| ----- | ------------------------------- |
|       | Copa Libertadores Femenina 2019 |
|       | Segunda División 2019           |

### Fairplayklassement
De winst in het fairplayklassement was voor FC San Jacinto–CA Rentistas.

### Trivia
- Net als vorig seizoen pakte CA Peñarol de 'dubbel' door ook de competitie bij de heren te winnen.

1997 · 1998 · 1999 · 2000 · 2001 · 2002 · 2003 · 2004 · 2005 · 2006 · 2007 · 2008 · 2009 · 2010 · 2011 · 2012 · 2013 · 2014 · 2015 · 2016 · 2017 · 2018 · 2019 · 2020 · 2021